# Андрія Фудерер
Андрія Фудерер (13 травня 1931, Суботиця — 2 жовтня 2011, Паламос) — бельгійський шахіст хорватського походження, гросмейстер від 1990 року.

## Шахова кар'єра
1947 року поділив 1-2-ге місця (разом з Бориславом Івковим) на чемпіонаті Югославії серед юнаків. Невдовзі увійшов до когорти провідних шахістів країни. 1952—1958 роках тричі взяв участь у шахових олімпіадах, на яких здобув 5 медалей (срібну i дві бронзові в командному заліку, а також срібну i бронзову в особистому заліку), а також на командному чемпіонаті Європи 1957 року у Відні, де югославські шахісти посіли посів 2-ге місце. Багато разів виступав у фіналах індивідуальних чемпіонатів Югославії, найкращий результат показав у таких роках: 1951 (2-3-тє місце позаду Браслава Рабара, разом з Петаром Трифуновичем), 1952 (посів 2-ге місце позаду Петара Трифуновича), а також 1953 (поділив 1-ше місце разом з Браславом Рабаром i Васьою Пірцом). На 1954 рік припадає один з найвищих успіхів у кар'єрі, 4-те місце (позаду Вольфганга Ульманна, Браслава Рабара i Йоганнеса Гендрикуса Доннера) на зональному турнірі в Мюнхені, завдяки чому 1955 року виступив на міжзональному тцрнірі в Гетеюорзі (де посів 15-те місце).
Серед його найвищих успіхів на міжнародних змаганнях:
- Блед (1950, 4-те місце позаду Мігеля Найдорфа, Германа Пильника i Альберика О'Келлі),
- Дортмунд (1951, 2-3-тє місце після Альберика О'Келлі, разом з Бориславом Миличем),
- Белград (1952, 2-3-тє місце позаду Германа Пильника, разом з Бориславом Миличем),
- Саарбрюккен (1953, посів 1-ше місце),
- Опатія (1953, посів 2-ге місце позаду Александара Матановича).
- Гастінґс (1954/55, 3-5-те місця позаду Василя Смислова i Пауля Кереса, разом з Людеком Пахманом i Ласло Сабо),
- Бевервейк (1958, посів 1-ше місце),
- Цюрих (1960, 3-тє місце).

Багато разів представляв команду країни в міжнародних матчах, один з найкращих результатів показав 1959 року в Києві, де у матчі проти Радянського Союзу здолав Давида Бронштейна з рахунком 3 — 1. У середині 1960 років завершив міжнародну шахову кар'єру. Згідно з ретроспективною системою Chessmetrics, найвищий рейтинг мав у січні 1955 року, досягнувши 2674 пунктів посідав тоді 19-те місце у світі.
1952 року ФІДЕ надала йому звання міжнародного майстра, a в 1990 році — почесне звання гросмейстера.